# Andoni (Nigeria)
Andoni è una delle ventitré aree a governo locale (local government areas) in cui è suddiviso lo stato di Rivers, nella Repubblica Federale della Nigeria.
Si estende su una superficie di 233 km² e conta una popolazione di 211.009 abitanti.